# Nastanthus scapigerus
Nastanthus scapigerus är en calyceraväxtart som först beskrevs av J. Remy, och fick sitt nu gällande namn av John Miers. Nastanthus scapigerus ingår i släktet Nastanthus och familjen calyceraväxter. Inga underarter finns listade i Catalogue of Life.